# روبين كوريا
روبين كوريا (بالإسبانية: Rubén Correa)‏ (25 يوليو 1941 بليما في بيرو - ) هو لاعب كرة قدم بيروفي في مركز حراسة المرمى، شارك في كأس العالم 1970. وشارك مع منتخب بيرو لكرة القدم. أما مع النوادي، فقد لعب مع الجامعي دي بيرو.

## وصلات خارجية
- روبين كوريا على موقع الاتحاد الدولي (مؤرشف)  (الإنجليزية)
- روبين كوريا على موقع قاعدة بيانات كرة القدم.إي يو (الإنجليزية)
- روبين كوريا على موقع ناشيونال فوتبول تيمز (الإنجليزية)
- روبين كوريا على موقع عالم كرة القدم.نت (الإنجليزية)